# アイム・ダウン
「アイム・ダウン」（I'm Down）は、ビートルズの楽曲である。1965年7月にシングル盤『ヘルプ!』のB面曲として発売された。レノン＝マッカートニー名義となっているが、ポール・マッカートニーによって書かれた楽曲。本作はビートルズが定期的にカバーしている「ロング・トール・サリー」でのリトル・リチャードの様式を用いた楽曲を書くというマッカートニーの試みが契機となっている。メロディーは簡潔であり、3つの基本的なコードのみで構成されている。
ビートルズは、アルバム『ヘルプ!』のセッション中である1965年6月に、「アイム・ダウン」の録音を行なった。ジョン・レノンは本作で初めて電子オルガン（VOX Contrinentalを使用し、ジェリー・リー・ルイスが多用したグリッサンドを演奏している。発売から10年に渡ってアルバム未収録の状態が続いていたが、解散後に発売された『ロックン・ロール・ミュージック』、『レアリティーズ』、『パスト・マスターズ Vol.1』、『モノ・マスターズ』などのコンピレーション・アルバムに収録された。
「アイム・ダウン」は、多数の音楽評論家や音楽学者から肯定的な評価を得ている。ビートルズは、1965年と1966年に行なったツアーで本作をラスト・ナンバーとして演奏している(ドキュメンタリー『THE BEATLES/シェアスタジアム』には1965年8月の演奏が含まれている)。発売後、ビースティ・ボーイズやエアロスミスなど多数のアーティストによってカバーされている。

## 背景・曲の構成
1963年11月、マッカートニーは、ロンドン中心部のウィンポール・ストリート57番地にある交際相手のジェーン・アッシャーの実家に引っ越した。マッカートニーは、アッシャーの実家の地下にある音楽室で「アイム・ダウン」を書いたと記憶している。リトル・リチャードの様式で書かれた本作は、「ツイスト・アンド・シャウト」や「ロング・トール・サリー」に代わる公演のラスト・ナンバーを書くという試みが契機となっている。1964年10月の取材で、マッカートニーはレノンとともに何年もの間「ロング・トール・サリー」のような楽曲を作ろうとしていたこと、それに最も近かった楽曲が「アイ・ソー・ハー・スタンディング・ゼア」であったことを明かしている。マッカートニーは、リチャードのような楽曲の作曲手法を、抽象絵画と比較したうえで、「人々は『ロング・トール・サリー』を思い浮かべて、簡単に書けると言う。だけど、それは僕らが試みた中で最も難しいことだった。スリーコードの曲をうまく書くのは、たやすいことじゃない」と説明している。マッカートニーは、伝記『Paul McCartney: Many Years from Now』の中で、自身が作曲したと記憶している一方で、レノンがいくつか歌詞を書き加えたか、作曲過程でわずかに案を出した可能性を示している。1972年の取材で、レノンは本作をマッカートニーが単独で作曲した楽曲としているが、1980年の『プレイボーイ』誌の取材では、「僕も少し手伝ったかも」と語っている。音楽学者のウォルター・エヴェレットは、マッカートニーが公演でしばしば歌詞を忘れていたことは、マッカートニーが殆ど練習せずに曲を書いたことを示唆していると主張している。
「アイム・ダウン」のキーはGメジャーに設定されており、4分の4拍子（コモン・タイム）で演奏される。ブルース形式を14小節に拡張させた本作では、I、IV、Vの3つのコードだけが使用されている。単純ヴァース形式を特徴とする数少ないビートルズの楽曲の1つで、音楽学者のアラン・W・ポラックは、ビートルズの1965年の作曲状況において、本作のシンプルな形式は逆進的であると述べている。曲はマッカートニーの独唱から始まり、音楽評論家のティム・ライリーは「ロング・トール・サリー」に最も似ている曲の1つとし、「1人の狂ったようなボーカルが精一杯大きな声で叫んでいる」という見解を示している。キーやダウンビートを明確にするベースやドラムは入っておらず、ポラックは「曲を何度聴いても、マッカートニーの曲の冒頭のボーカルには驚かされるばかりだ」と評している。リフレインではスキャットを取り入れており、ポラックは「繰り返すごとに、順々に激しくなり、乱れていく」と書いている。エヴェレットは、曲のコーダについて「曲そのものよりも高いレベルの興奮にロックンロールの精神を引き上げる目的を果たしている」と書いている。
本作の歌詞は、片思いで欲求不満な恋人の視点から見た物語となっていて、演奏は自信満々の「祝賀の狂乱」として機能している。ポラックは、「本作の音楽的な様式は1950年代のR&Bのクリシェに由来し、歌詞は演奏面での怒りやわんぱくなトーンほど重要ではない半即興的ならんちき騒ぎ」と書いている。音楽評論家のイアン・マクドナルドは、ブルースのパロディであることに加えて、歌詞は「『ヘルプ!』でのレノンの苦悩に満ちた自己表出に対するふざけた応対」であると見なしている。ライリーも同じく、本作が部分的にパロディであるとし、その一例として「I'm really down（本気でダウン）」と歌うバッキング・ボーカルを挙げている。

## レコーディング

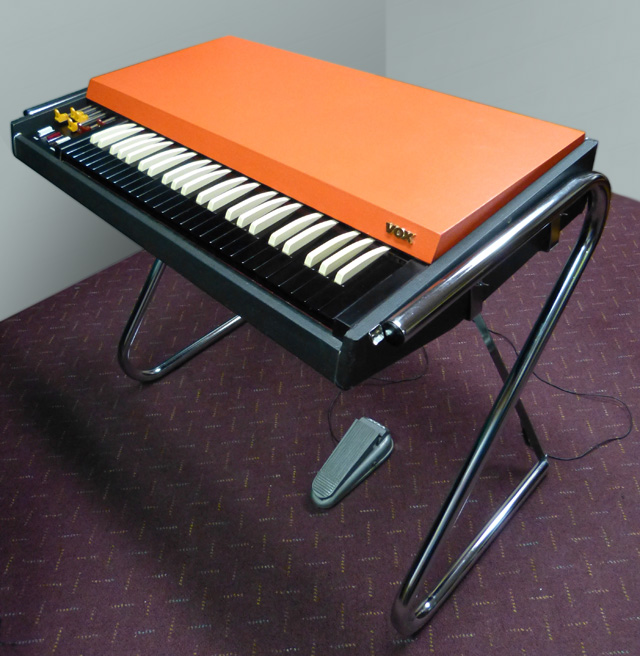
レノンが「アイム・ダウン」で使用した型に似た、1965年製のVOX Contrinental。

ビートルズは、5作目のアルバム『ヘルプ!』のセッション中であった1965年6月14日に、同じくマッカートニー作の「イエスタデイ」、「夢の人」、「アイム・ダウン」の録音を行なった。作業は、EMIレコーディング・スタジオのスタジオ2で行なわれ、ジョージ・マーティンがバランス・エンジニアのノーマン・スミスの補助のもとでセッションのプロデュースを手がけた。本作のベーシック・トラックには、マッカートニーのベースとボーカル、ジョージ・ハリスンのエレクトリック・ギター、リンゴ・スターのドラムが録音されている。最初のテイクでは、曲のエンディングが決まっておらず、マッカートニーは最後のコーラスの後に、ハリスンとスターに対して「keeping going（続けて）」と告げている。バッキング・トラックは7テイク録音され、最終テイクとなるテイク7が採用された。
ビートルズは、テイク7に対して複数の要素をオーバー・ダビングした。バッキング・ボーカルはレノンとハリスンによるもので、レノンは低音域を歌っていて、コーラスでGに下降している。スターは追加のパーカッションとしてボンゴを演奏し、ハリスンは新たなギターソロを追加した。レノンは、電子オルガン（VOX Contrinental）で、オルガンのソロを加えた。これは、ビートルズが録音でこのオルガンを使用した最初の例であり、またレノンはジェリー・リー・ルイスの奏法を用い、肘を使ってグリッサンドを弾いている。
6月18日、マーティンとスコットは、スタジオ2で『ヘルプ!』に収録の数曲と本作のミキシングを行ない、モノラル・ミックスとステレオ・ミックスを作成した。双方でわずかに収録時間が異なり、ステレオ・ミックスの方がモノラル・ミックスよりも2秒早くフェード・アウトする。また、ステレオ・ミックスでは、いかなる理由か別でオーバー・ダビングされたギターソロがわずかに確認できる。

## 発売・評価
キャピトル・レコードは、「アイム・ダウン」をアメリカで1965年7月19日にシングル盤『ヘルプ!』のB面曲として発売、その4日後にパーロフォンがイギリスで同じ組み合わせで発売した。「ヘルプ!」が両国で第1位を獲得した一方で、「アイム・ダウン」がチャートに到達することはなかったが、『ビルボード』誌のBubbling Under Hot 100では第118位を記録した。
「アイム・ダウン」は、発売から長い間アルバム未収録の状態が続き、批評家やファンは、1973年に発売のコンピレーション・アルバム『ザ・ビートルズ1962年〜1966年』に収録しなかったことを理由にアップル・レコードのマネージャーであるアラン・クレインを批判した。キャピトル・レコードは、1976年6月に発売した2枚組コンピレーション・アルバム『ロックン・ロール・ミュージック』に収録した。伝記作家のニコラス・シャフナーやロバート・ロドリゲスは、それぞれ同作について批判的である一方、「アイム・ダウン」の収録は「このアルバムの欠点を補う長所の1つ」と評価している。同作には1965年6月18日に作成したステレオ・ミックスではなく、マーティンがオリジナルの4トラック・テープからリミックスして作ったステレオ・ミックスが収録された。その後、1978年にイギリスで発売された『レアリティーズ』に収録されたが、1980年にアメリカで発売された同名のアルバムには収録されなかった。1988年3月にCDで発売された『パスト・マスターズ Vol.1』には、マーティンが1976年に作成したステレオ・ミックスが収録された。モノラル・ミックスは、2009年に発売されたコンピレーション・アルバム『モノ・マスターズ』に収録された。
『オールミュージック』に寄稿したスティーヴン・トマス・アールワインは、本作を「唯一無二の曲」とし、「ビートルズの実にハードなロックを演奏する能力を実証した」と評している。イアン・マクドナルドは、本作について「アメリカン・ロックンロールの傑作で、マッカートニーの音楽の多様性を示す狂的なレイバー」と表現している。音楽評論家のマーク・ハーツガードは、本作を「乱暴で騒々しいロックンローラー」「ロックンロールの狂人、純正かつシンプル」とし、「マッカートニーの力強いボーカルは『ヘルター・スケルター』を先取りしつつ『ロング・トール・サリー』を連想させる」と評している。学者のマイケル・フロンタニも同じく、マッカートニーのボーカルを「ロング・トール・サリー」となぞらえ、1971年に発売された「オー・ウーマン、オー・ホワイ」における「ロックンロールのシャウト」にも言及している。また、ハーツガードは、バンドの伴奏を称賛し、「文字どおり燃えるような」レノンのオルガンによる貢献に注目している。バリー・マイルズは本作を「アップテンポのロッカー」と称し、ポラックは「騒々しく、荒っぽい」とし、「レノン＝マッカートニーによるオリジナル曲では前例のないマッカートニーの原始的な叫びを聴いた」と述べている。エヴェレットは、本作の様式を、リトル・リチャードやラリー・ウィリアムズとなぞらえ、同様の様式を後にクリーデンス・クリアウォーター・リバイバルが1970年に発表した楽曲「トラヴェリン・バンド」でとらえたと述べている。『ローリング・ストーン』誌が発表した「100 Greatest Beatles Songs」では第56位にランクインした。

## その他

### 公演での演奏
1965年8月、ビートルズは新たな電子オルガン「Vox Continental Mk I」を購入し、以降の公演で使用した。1965年12月のイギリスツアーを皮切りに、ビートルズは1965年と1966年のツアーで「ロング・トール・サリー」に代わるラスト・ナンバーとして「アイム・ダウン」を演奏した。後にマッカートニーは、大規模な会場で演奏したときの反応を回想し、「いいステージ・ソング」であったと述べている。
1965年8月15日にシェイ・スタジアムで行なわれたニューヨーク公演で撮影された映像は、1966年3月にイギリスで、1967年1月にアメリカで公開されたドキュメンタリー映画『THE BEATLES/シェアスタジアム』の目玉となった。同公演において「アイム・ダウン」はラスト・ナンバーとして演奏されたが、映画ではオープニング・ナンバーとして演奏されたように編集された。演奏をかき消すほどの観客の叫び声や、録音時の技術的な問題から、映画には1966年1月5日にロンドンのCTSスタジオで再録音し、オーバーダビングを施した音源が使用された。「アイム・ダウン」には、マッカートニーによる新たなベースのパートや、レノンによる新たなオルガンのパートがオーバー・ダビングされた。当時の演奏は混沌としており、レノンとハリスンは笑いながらバッキング・ボーカルを歌い、マッカートニーは興奮して回転し、レノンは肘を使ってオルガンを演奏した。レノンが乱暴に演奏したため、2日後のトロント公演ではオルガンに不具合が生じた。『ザ・ビートルズ・アンソロジー』の中で、スターはニューヨーク公演でのレノンについて「おかしくなってた。精神的に病んでいたわけではないけど、彼はただクレイジーだった。彼は肘でピアノを弾いていて、それは実に奇妙なものだった」と語っている。ライリーは、「レノンの狂的なキーボードの演奏は、ビートルズのコンサートにおける不条理を反映している」と述べている。
本作は1966年の日本公演の演目にも入ったため、ステージ上にはオルガンが配置されたがレノンは使用しなかった。
マッカートニーは、2001年10月20日に開催されたチャリティ公演『ザ・コンサート・フォー・ニューヨーク・シティ』で、オープニング・ナンバーとして本作を演奏した。

### 他のアーティストによるカバー
ビースティ・ボーイズは、1986年に発売したデビュー・アルバム『ライセンスト・トゥ・イル』用に「アイム・ダウン」をカバー・バージョンを録音した。リック・ルービンがプロデュースを手がけたこのカバー・バージョンは、オルガン・ソロをギター・ソロに置き換えている一方で、原曲の要素をサンプリングしている。カバーに際して歌詞が変更されていることにより、アルバムへの収録はビートルズの楽曲の著作権を所有するマイケル・ジャクソンとソニーATVによって止められた。その後、このカバー・バージョンは海賊盤で流通している。
エアロスミスは、1987年に発売したアルバム『パーマネント・ヴァケイション』で本作をカバー。『メタル・フォーセス』誌にアルバムのレビューを寄稿したデイヴ・レイノルドは、エアロスミスのカバー・バージョンを称賛しており、『オールミュージック』のジョン・フランクは、アルバムのレビューで同作に収録の数曲を「埋め合わせ」とする一方で、「アイム・ダウン」のカバー・バージョンをタイトル曲「パーマネント・ヴァケイション」とともに「うまくやっている」と評している。音楽評論家のロバート・クリストガウはアルバムについて否定的である一方、「アイム・ダウン」のカバー・バージョンについては「ビートル・カバーのエース」と称している。一方で、音楽評論家のロブ・シェフィールドは、エアロスミスによるカバー・バージョンについて否定的な見解を示しており、「エアロスミスはつまらないものにするプロとしての磨きをかけている」と述べている。
ハートは、1980年に発売したコンピレーション・アルバム『Greatest Hits/Live』で、「ロング・トール・サリー」とのメドレーとしてカバー。このほかにもジェイ・ファーガソン（1982年に発売の『White Noise』）、 イエス（1976年6月17日にジャージーシティで行われたライブで演奏）らによってカバーされており、日本でもTHE BAWDIESが2006年に発売したアルバム『YESTERDAY AND TODAY』でカバーしている。

## クレジット
※出典（特記を除く）
- ポール・マッカートニー - リード・ボーカル、ベース
- ジョン・レノン - バッキング・ボーカル、リズムギター、電子オルガン[26]
- ジョージ・ハリスン - バッキング・ボーカル、リードギター
- リンゴ・スター - ドラム、ボンゴ[15][12][16][22]